# 1989年臺灣
|        | 臺灣歷史 \| 台灣歷史年表 |
| 世纪： | 19世纪臺灣 \| 20世纪臺灣 \| 21世纪臺灣 |
| 年代： | 1950年代臺灣 \| 1960年代臺灣 \| 1970年代臺灣 \| 1980年代臺灣 \| 1990年代臺灣 \| 2000年代臺灣 \| 2010年代臺灣                                           |
| 年份： | 1984年臺灣 \| 1985年臺灣 \| 1986年臺灣 \| 1987年臺灣 \| 1988年臺灣 \| 1989年臺灣 \| 1990年臺灣 \| 1991年臺灣 \| 1992年臺灣 \| 1993年臺灣 \| 1994年臺灣 |
| 纪年： | 己巳年（蛇年）、中華民國78年 |

## 政府

### 國家正副元首

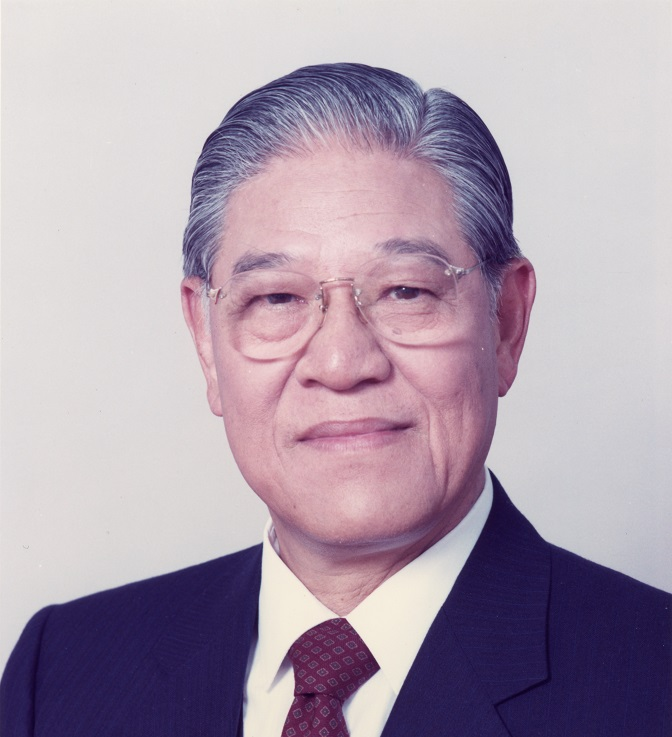
總統：李登輝
副總統：缺位

### 五院首長

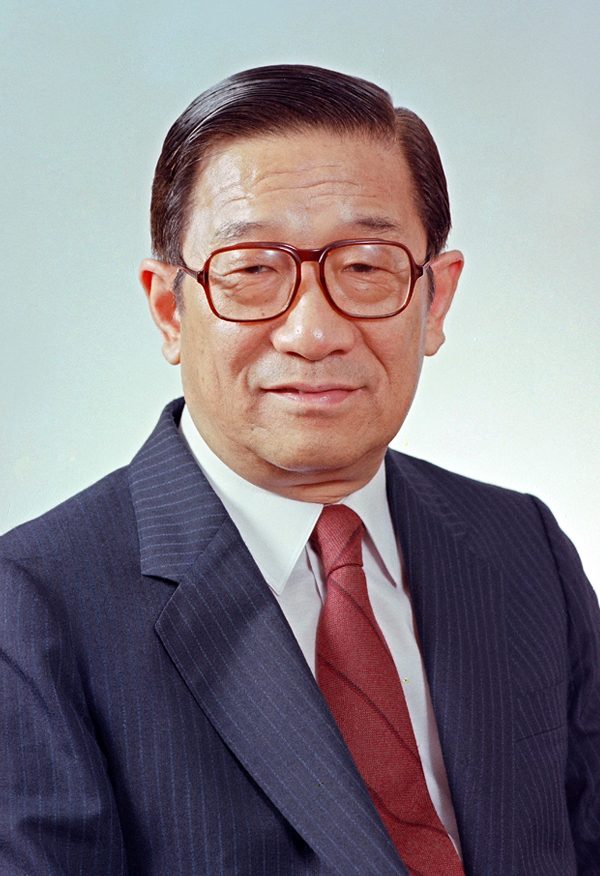
行政院院長：李煥
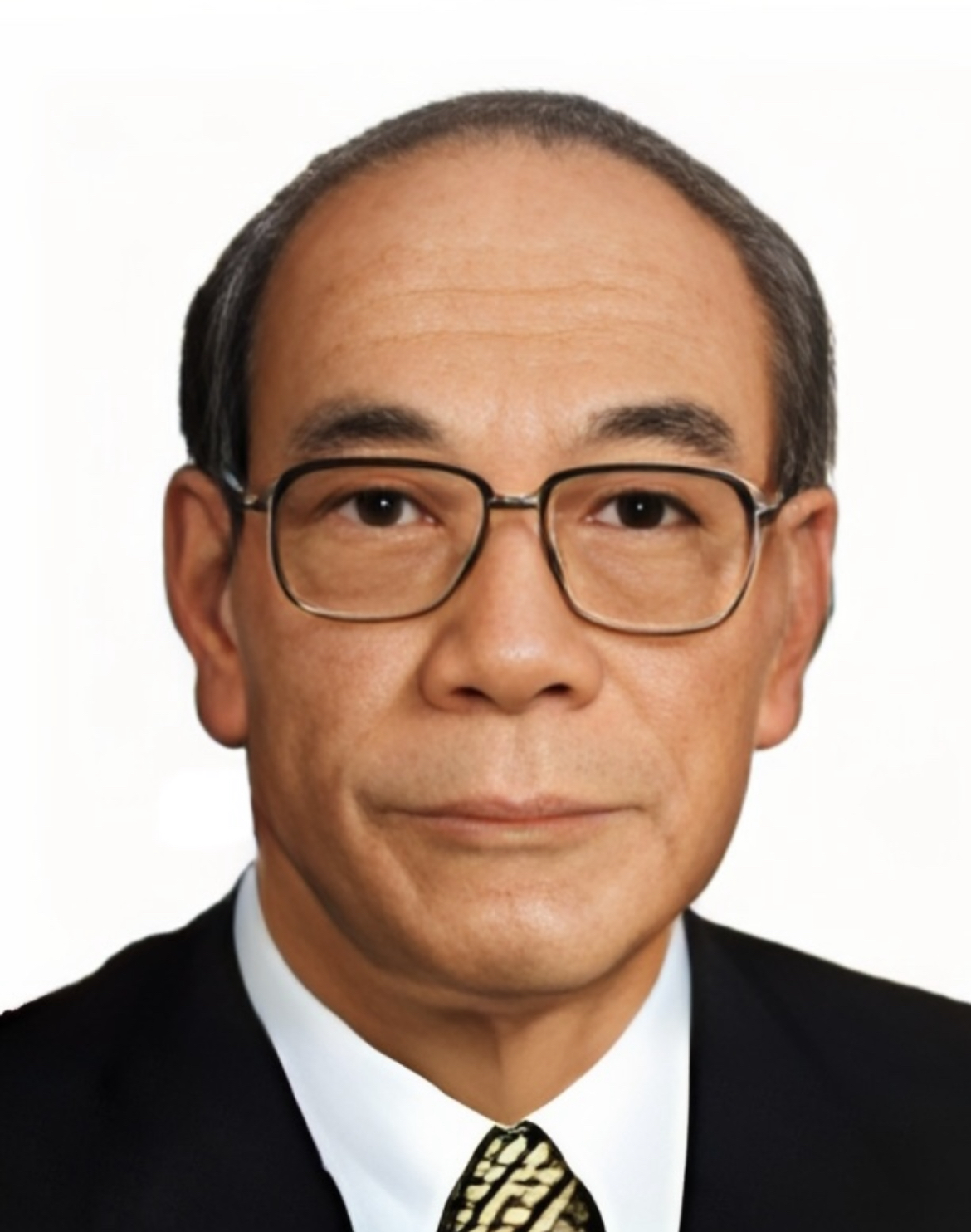
立法院院長：劉闊才
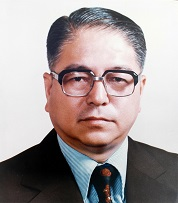
司法院院長：林洋港
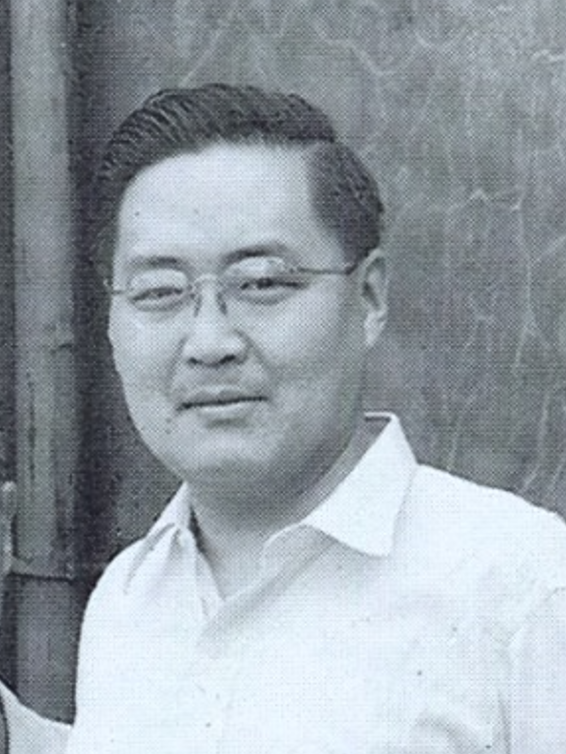
考試院院長：孔德成
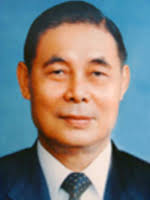
監察院院長：黃尊秋

### 省政府主席

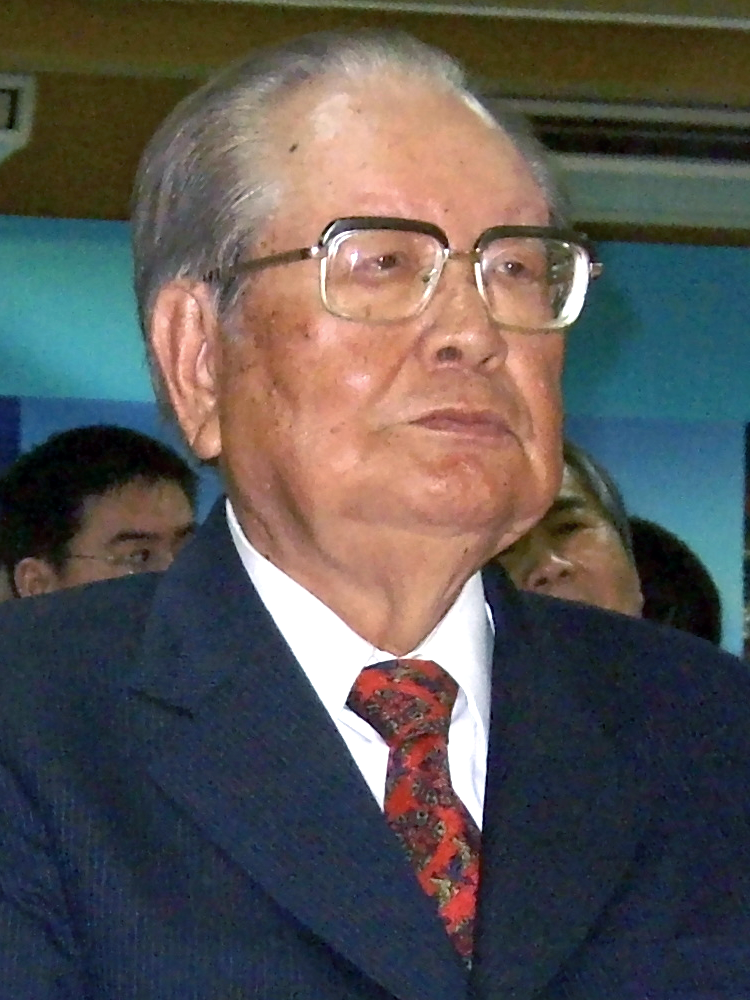
臺灣省政府主席：邱創煥
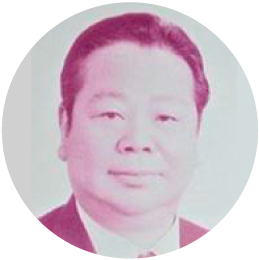
福建省政府主席：吳金贊

### 成員變動

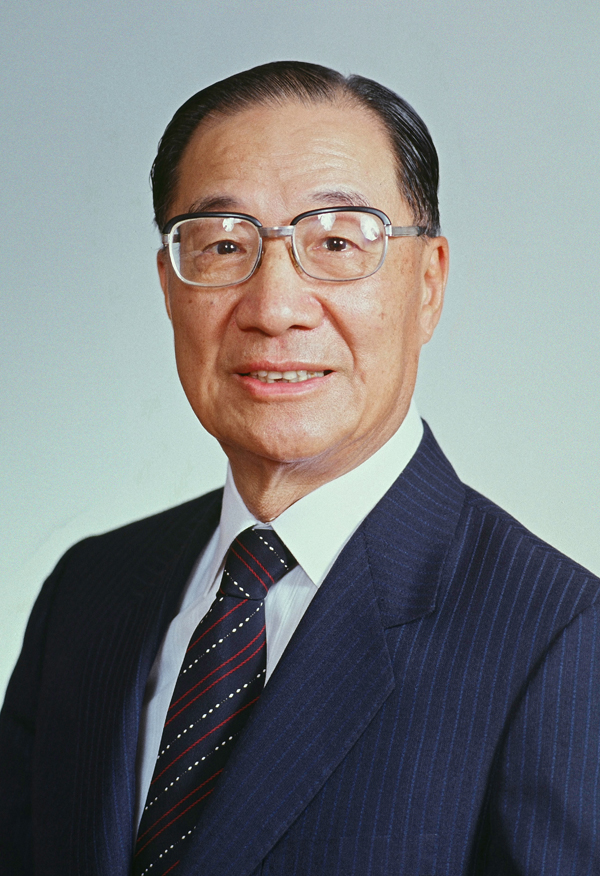
行政院院長：俞國華（內閣總辭）

## 大事記

### 1月
- 1月1日，嘉義縣吳鳳廟史蹟陳列室遭受三、四對不明人士縱火，造成匾額被燒焦黑、門面半毀。[1][2]
- 1月9日——與巴哈馬建立外交關係。
- 1月24日——臺灣大型連鎖書店誠品書店由吳清友正式創立。

### 2月
- 2月3日——農民黨成立。
- 2月22日——法國政府為加強臺法雙邊關係，以美國在台協會為參考先例，將法國文化科技中心更名為「法國在台協會」，於1989年2月揭幕。

### 3月
- 3月17日——天主教高隆龐會的馬赫俊神父，因參與勞工運動，遭到政府強制驅逐出境。[3]

### 4月
- 4月7日——國民黨當局到《自由時代週刊》雜誌社拘提刊載許世楷所提「台灣共和國憲法草案」的鄭南榕時，鄭南榕為表達「百分之百的言論自由」而拒絕拘捕並自焚身亡。
- 4月17日——自由主義學者論政社團「澄社」成立。

### 5月
- 5月1日——財政部長郭婉容率政府官員赴中國北京出席亞洲開發銀行年會。
- 5月15日——遠東化纖罷工事件爆發，政府打壓工運。
- 5月19日——台灣獨立運動參與者詹益樺在參加鄭南榕喪禮時於總統府前引火自焚，以實踐自身政治理念。
- 5月28日——中華民國國產經國號戰機首次飛行。

### 6月
- 6月1日——李煥接替俞國華為行政院院長。
- 6月4日——總統李登輝於當晚就天安門大屠殺發表聲明：「中共所採取毫無人性的做法，必將受到歷史的裁判，為抗議中共以武力鎮壓民主運動，登輝要以最沉痛的心情，代表中華民國政府和人民，呼籲全世界所有愛好自由，重視人權的國家與人士，對中共暴行給予最嚴厲的譴責。」[4]。民主進步黨林義雄等人發起300個小時的絕食，支持學生民主運動。
- 6月26日——總統府核准設立中央研究院臺灣史研究所籌備處，是「臺灣史」在臺灣正式成為歷史學門獨立研究領域的里程碑，象徵著臺灣本土化運動帶來的機制改變，使臺灣歷史文化重受重視。[5]
- 6月27日——永興航空公司C1404飛機事故。

### 7月
- 7月13日——地下投資公司龍頭鴻源集團，因大量投資人擠兌，宣布暫時停止出金，當日股市重挫320點。
- 7月20日——與格瑞那達建立外交關係。

### 8月
- 8月15日——中華民國第一座二二八紀念碑落成，其碑坐落於嘉義市，設計者為詹三原，由當年二二八紀念碑籌建委員會推動籌建。

### 9月
- 9月16日——中國空軍航空兵第49師145團2大隊飛行員蔣文浩（四川樂山人，1965年12月3日生）中尉駕40307號殲-6（米格-19）戰鬥機，從福建漳州龍溪機場起飛，降落在金門尚義機場。

### 10月
- 10月2日——與賴比瑞亞恢復外交關係。
- 10月13日——與貝里斯建立外交關係。
- 10月23日——中華職棒成立。
- 10月26日——中華航空204號班機空難。

### 12月
- 12月2日——立法委員選舉，是第一屆立法委員第六次增額立法委員選舉，亦為第一屆最後一次增額選舉，選出增額立法委員130位。同日並舉行第9屆臺灣省議員選舉和第6屆臺北市議員、第3屆高雄市議員選舉。
- 12月24日——高雄地下街發生大火，焚燒超過10小時。
- 12月24日——《法院組織法》修正，各級法院檢察處改名為「法院檢察署」，機關首長首席檢察官亦同時改稱為檢察長。

## 出生
参见： 1989年出生
- 1月4日——
  - 李韋熹：演員。
  - 王峻杰：棒球選手。
- 1月6日——賴瀅羽：模特兒、通告藝人。
- 1月9日——
  - 簡懿佳：新聞主播。
  - 黃豪平：諧星、演員、主持人。
- 1月12日——陳廷豪：社會運動人士。
- 1月19日——黃鈞聲：棒球捕手。
- 1月20日——張家華：電競選手。
- 1月23日——
  - 曾雅妮：職業高爾夫球選手。
  - 蔡明容：足球守門員。
- 1月27日——張凱智：導演。
- 2月1日——陳柏豪：足球教練。
- 2月3日——李豪：作家。
- 2月5日——朱哲成：政治人物。
- 2月8日——李育儒：棒球選手。
- 2月9日——吳珈慶：花式撞球運動員。
- 2月10日——李杰宇：歌手、演員。
- 2月12日——汪亦岫：馬術障礙賽選手。
- 2月15日——吳丹燁：啦啦隊員，是Fubon Angels成員之一。
- 2月22日——
  - 黃志龍：棒球選手。
  - 江宏傑：桌球選手。
- 2月24日——黃英利：籃球運動員。
- 2月25日——卓君澤：體育主播。
- 2月27日——
  - 王暐婷：新聞主播。
  - 黃瀞怡：歌手、演員，是黑Girl第一代成員之一。
- 3月1日——簡莉紋：演員、模特兒。
- 3月4日——林意評：政治人物。
- 3月6日——陳銳：小提琴家。
- 3月9日——
  - 周楷：新聞主播。
  - 陳艾熙：演員、通告藝人。
- 3月10日——殷振豪：導演。
- 3月12日——呂士軒：歌手。
- 3月18日——王嘉琳：新聞主播。
- 3月23日——郭恆孝：棒球選手。
- 3月27日——洪宸宇：棒球選手。
- 3月28日——曾昱嘉：歌手、演員。
- 3月29日——楊傑宇：演員。
- 3月31日——黃梓育：棒球選手。
- 4月2日——藍甯彤：演員。
- 4月4日——王秋竣：田徑運動員。
- 4月7日——
  - 吳淑芬：排球選手。
  - 陳家駒：棒球選手。
- 4月10日——華千涵：演員。
- 4月13日——王淮仲：演員、表演指導。
- 4月14日——邱勝翊：歌手、演員。
- 4月16日——黨希昀：圍棋棋士。
- 4月18日——
  - 陳凱翔：NGO工作者。
  - 晏柔中：演員、模特兒。
- 4月21日——吳翔震：演員、模特兒。
- 4月24日——舞思愛：歌手、演員。
- 4月28日——陳庭妮：演員。
- 5月1日——
  - 何孟樺：政治人物。
  - 陳艾琳：演員、通告藝人。
- 5月8日——阿滴：YouTube網紅。
- 5月13日——陳彙中：電競選手。
- 5月14日——
  - 徐紫淇：歌手、演員。
  - 莊佳佳：跆拳道選手。
- 5月16日——嚴正嵐：歌手、演員。
- 5月20日——陳禹勳：棒球選手。
- 5月28日——文雨非：演員。
- 5月31日——柯秉逸：撞球運動員。
- 6月1日——紀培慧：演員。
- 6月6日——
  - 賴琳恩：演員、模特兒。
  - 廖芝晏：政治人物。
- 6月7日——蔡尚樺：主持人。
- 6月8日——楊銘威：演員。
- 6月10日——
  - 陳緗妮：歌手、模特兒、通告藝人，是謝和弦之妻。
  - 何子雨：軍事人物。
- 6月12日——
  - 瑭霏：演員。
  - 白一翔：演員、模特兒。
  - 曾紓寧：游泳選手。
- 6月15日——陳少曼：馬術運動員。
- 6月17日——柯朋宇：歌手。
- 6月19日——潘冠翰：籃球運動員。
- 6月23日——賴泊凱：棒球選手。
- 6月24日——羅國龍：棒球選手。
- 6月29日——嘻小瓜：歌手、舞者、主持人、通告藝人。
- 6月30日——
  - 張捷：演員。
  - 胡子：YouTube網紅。
- 7月3日——吳崢：政治人物。
- 7月4日——吳珝陽：演員。
- 7月5日——小A辣：YouTube網紅。
- 7月6日——
  - 田慎節：主持人、政治人物。
  - 黃家明：籃球運動員。
- 7月8日——
  - 波波蓁：演員、部落客。
  - 王子妃：魔術師、模特兒、通告藝人。
- 7月10日——微疼：作家。
- 7月12日——
  - 邱木翰：演員。
  - 樂明明：演員、模特兒。
- 7月18日——林驍城：足球運動員。
- 7月19日——黃柏揚：棒球選手。
- 7月20日——范綱皓：人權運動人士。
- 7月21日——黃一展：講師。
- 7月23日——謝允：演員、主持人、模特兒。
- 7月25日——
  - 陳瑋萱：演員。
  - 曲羿：啦啦隊員，是Rakuten Girls副隊長。
- 7月26日——羅宏正：歌手、演員，是SpeXial的團長。
- 7月29日——林王啟瑋：棒球選手。
- 7月31日——陳恩甄：演員。
- 8月2日——李博翔：演員。
- 8月8日——侯彥西：演員。
- 8月9日——鍾政均：演員。
- 8月11日——
  - 吳映潔：歌手、演員、主持人，是黑Girl第一代成員之一。
  - 蔡政憲：籃球運動員。
- 8月12日——
  - 劉國劭：演員。
  - 陳祖皓：演員。
- 8月13日——王上豪：演員。
- 8月16日——
  - 藍色隧道：畫家。
  - 林威廷：棒球選手。
- 8月17日——
  - 吳怡萱：政治人物。
  - 詹詠然：網球選手。
- 8月19日——李又汝：演員、模特兒。
- 8月20日——
  - 蔡昕言：演員。
  - 邱振哲：歌手。
- 8月23日——內克：廣播主持人。
- 8月26日——
  - 譚汶琳：足球運動員。
  - 王牧語：演員。
- 8月30日——許睿瑜：模特兒。
- 9月2日——
  - 李友廷：歌手。
  - 陽忠辰：棒球選手。
  - 呂家愷：政治人物。
- 9月5日——
  - 郭婷筠：歌手，是郭進興之女。
  - 余信憲：政治人物。
  - 梁舒涵：演員。
- 9月19日——
  - 吳俊諺：演員、主持人。
  - 王英山：棒球選手。
  - 林書陽：圍棋棋士。
- 9月21日——邵雨薇：演員。
- 9月22日——
  - 王皓吉：籃球運動員。
  - 吳東諺：演員，是白家綺之夫。
- 9月24日——馬仕釗：歌手。
- 9月25日——
  - 王柏傑：演員。
  - 張渝歌：醫師、作家。
- 9月27日——翁鈺鈞：歌手。
- 9月29日——
  - 陳怡婷：歌手。
  - 陳偉漢：棒球選手。
  - 江佩欣：羽球選手。
- 10月1日——吳育綸：花式撞球選手。
- 10月6日——
  - 宋尚緯：詩人。
  - 鄭雙雙：歌手。
  - 沈泳吟：新聞主播、氣象主播。
- 10月9日——
  - 陳瑀希：演員、主持人、通告藝人。
  - 簡鳳君：超級星光大道參賽者。
- 10月10日——林姵君：主持人，是MOMO家族成員之一。
- 10月14日——呂宇晟：健身教練。
- 10月16日——鄭毓倫：YouTube網紅。
- 10月17日——思達：演員、通告藝人。
- 10月21日——吳宏興：籃球運動員。
- 10月22日——
  - 凌濤：政治人物。
  - 張瀚元：演員、模特兒。
- 10月23日——詹哲淵：足球運動員。
- 10月26日——陳宣宏：革命家。
- 10月27日——呂奇旻：籃球運動員。
- 10月31日——
  - 李國生：棒球選手。
  - 黃恩：歌手、主持人。
- 11月2日——楊婕：導演、製片。
- 11月3日——李秉鴻：籃球教練。
- 11月4日——陳信維：歌手、演員。
- 11月6日——黃品蓁：籃球運動員。
- 11月7日——王承嫣：演員、主持人。
- 11月10日——賴柏霖：籃球教練。
- 11月12日——
  - 林芯蕾：演員。
  - 何孟遠：歌手、演員，是TOP1男子漢成員之一。
- 11月13日——黃河：演員。
- 11月14日——
  - 吳岳擎：演員。
  - 曹菀琳：模特兒，是曹金生之女。
- 11月16日——謝依旻：圍棋棋士。
- 11月18日——
  - 徐巧芯：政治人物。
  - 王可元：演員、模特兒。
- 11月20日——
  - 陳建禎：排球選手。
  - 邱若瑜：主持人，是YOYO家族成員之一。
- 11月22日——羅廷瑋：政治人物。
- 11月27日——陳士杰：舉重運動員。
- 11月？日——沈芯菱：慈善家。
- 12月1日——蔡宜紘：諧星、YouTube網紅。
- 12月3日——
  - 薛呈懿：政治人物。
  - 李采懌：田徑田徑運動員。
- 12月4日——唐聖捷：政治人物、健體顧問。
- 12月5日——
  - 彭俊諺：籃球運動員。
  - 宋宇軒：籃球運動員。
- 12月6日——陳敏賜：棒球選手。
- 12月13日——
  - 林國裕：棒球選手。
  - 林德葳：希望之星參賽者。
- 12月17日——楊寶楨：政治人物。
- 12月18日——黃偉翔：公民記者。
- 12月20日——曾智希：演員、主持人、模特兒。
- 12月21日——
  - 顏毓麟：演員。
  - 張志強：棒球選手。
- 12月25日——林亮君：政治人物。
- 12月26日——徐千晴：幕僚、演員、模特兒，現任新竹市政府發言人，曾任台灣民眾黨發言人。
- 12月28日——郭羚：演員、主持人。
- 12月29日——又仁：演員、主持人。
- 12月30日——吳承洋：歌手、演員、模特兒，是Super131成員之一。

## 逝世
- 1月28日：王默君，歌手。
- 3月4日：紫薇 (歌手)。
- 3月14日——張星賢，運動家。1932年參加洛杉磯奧運會，第一位參加奧林匹克運動會的台灣人。（1909年出生）
- 4月7日——鄭南榕，爭取「百分之百的言論自由」與臺灣獨立烈士。
- 4月14日——蔣孝文，蔣經國長子。
- 5月19日——詹益樺，臺灣獨立運動參與者。
- 5月25日——楊三郎。代表作有〈望你早歸〉、〈港都夜雨〉等。（1919年出生）
- 7月10日——李澤藩，畫家，李遠哲父。（1907年出生）
- 7月12日——林芳年，作家。鹽分地帶文學家「北門七子」之一。（1914年出生）
- 9月13日——余登發，前高雄縣縣長，臺灣地方自治史上第一位黨外民選縣長。死因不明。（1904年出生）
- 9月29日——陳啓清，高雄實業家。（1903年出生）